# ماکسیم دانیل
ماکسیم دانیل (فرانسوی: Maxime Daniel‎؛ زادهٔ ۵ ژوئن ۱۹۹۱) دوچرخه‌سوار اهل فرانسه است.
از باشگاه‌هایی که در آن رکاب زده‌است می‌توان به تیم دوچرخه‌سواری سوجاسون، آژ۲آر لا موندیال و تیم دوچرخه‌سواری فورتونئو–اسکارو اشاره کرد.